# 江口隆哉
江口 隆哉（えぐち たかや、1900年1月21日 - 1977年12月25日）は、ダンサー。本名、捨松。青森県上北郡野辺地町出身。野辺地町名誉町民。
高田雅夫・せい子夫妻に師事。第二次世界大戦前に『都会』『創造』、戦後に『プロメテの火』『日本の太鼓』の代表作がある。月刊誌『現代舞踊』を創刊。著書に『舞踊創作法』がある。

## 来歴
- 1919年 - 函館商業学校（現・北海道函館商業高等学校）卒業後、小学校の教員となる[1]。25歳で上京し演劇の道を進む[1]。
- 1929年 - 高田雅夫・原せい子舞踊研究所に入所。
- 1931年 - 宮操子(みさこ)とドイツ留学[1]。マリー・ヴィグマン舞踊学校に在籍、ノイエタンツを学ぶ[1]。
- 1933年 - ベルリンのバッハザールで「手術室」ほか9作品を発表。同年帰国。
- 1934年 - 「江口・宮舞踊研究所」を結成[1]。ウィグマンのモデルヌ・タンツを日本に紹介、日本のモダン・ダンス、教育舞踊に新風を吹き込んだ。当時、クラシックバレエが普及する以前、日本でモダンダンスが定着したのも江口隆哉、宮操子夫妻の功績が大きい。モダンダンスは門下生を通じて、体操や体育、幼児教育の遊戯にまで影響力を広げていった。[要出典]
- 1935年 - 研究誌「新興舞踊」創刊、大阪公演（10月）、東京公演「タンゴ」「スカラ座のまり使い」「波紋」（日比谷公会堂・11月）、物体舞踊の提唱。
- 1937年 - 満州公演、大連、奉天、撫順、新京、哈爾浜、吉林で巡演。
  - 新興舞踊公演会 (大阪、名古屋、京都)
- 1938年10月 - 帝国劇場で「麦と兵隊」を発表
- 1939年 -  陸軍恤兵部の依頼により、教え子を連れて満洲(中国)、シンガポール、マレーシア等の前線地で「麦と兵隊」慰問公演を行う。
  - 第一回:1939年 - 南支 (中国南部)（広東拠点）　
  - 第二回:1940年 - 中支 (中国中部)（漢口拠点）
  - 第三回:1941年 - 中支 (中国中部)（漢口・九江拠点）
  - 第四回:1942年 - ビルマ、タイ、マレーシア、インドネシア（昭南島 (シンガポール) 拠点）
- 1940年 - 紀元二千六百年奉祝芸能祭（9月、日本文化中央聯盟主催、東宝劇場）（深井史郎作曲、「日本」三部曲第一部「創造」）。
- 1947年 - 「エゴザイダー」「二人の狂想曲」「リンゴのたねが歌う哀れな身の上の歌」「黒い翼」「吼える肉体」（帝劇・12月）。
- 1948年 - 日本女子体育短期大学（現在は日本女子体育大学体育学部の運動科学科舞踊学専攻）の講師に就任、のちに舞踊科設立で初代学科主任に任ぜられる。日本の高等教育機関にダンス専攻が設けられた最初であった。
- 1950年 - 「プロメテの火」初演（菊岡久利台本、伊福部昭作曲、東宝交響楽団、指揮・上田仁、河野国夫・装置、橋本義雄・照明、帝劇・12月11～12日）
- 1951年 - 「日本の太鼓」シリーズ　第一作 <鹿踊り（ジャコモコ・ジャンコ)> 伊福部昭作曲、
- 1960年 - 「日本の太鼓」シリーズ　第二作 <狐けんぱい> 伊福部昭作曲、（産経ホール・10月）。
- 1963年 - 「日本の太鼓」シリーズ　第三作  ＜綾の鼓＞　小杉太一郎作曲（産経ホール・11月）。
- 1977年 - 死去。門下生は没後も日本の洋舞界の要所を占めている。墓所は冨士霊園。
- 2000年1月 - ゆうぽうとと新国立劇場で一週間にわたって「江口隆哉生誕100年祭」が開かれた。

## 家族
弟の江口乙矢、妻の宮操子、甥（乙矢の子息）の江口満典はいずれもダンサーとしてモダンダンスを専門とした。
前記の「生誕100年祭」には乙矢と満典も出演した。乙矢が故郷野辺地への想いをダンスに託して最後に振付けた作品は、盛岡藩の時代に上方との交易で繁栄を極めた野辺地湊のシンボルというべき『常夜灯』だった。江口満典の遺作は『星になる』だった。
その後、満典は2002年に、乙矢も2004年に相次いで亡くなった。妻の操子は2009年5月7日、満100歳もしくは102歳で世を去っている。

## 賞典
- 紫綬褒章：1966年
- 勲四等旭日小綬章：1971年

## 著書
- 『く』目黒書店、1941年
- 『学校に於ける舞踊』明星社、1947年
- 『舞踊創作法』カワイ楽譜、1961年

## 関連書籍
- 西宮安一郎（編）『モダンダンス江口隆哉と芸術年代史』東京新聞出版局、1989年